# Taugenichts (Film)
Taugenichts ist ein 1977 entstandener, deutscher Spielfilm von Bernhard Sinkel nach der 1826 veröffentlichten Novelle Aus dem Leben eines Taugenichts von Eichendorff. Die Titelrolle spielte Jacques Breuer.

## Handlung
Deutschland, zu Beginn des 19. Jahrhunderts. Der Titelheld ist ein ausgemachter Faulenzer. Da er nur im Gras herumliegt und sich die Sonne auf den Pelz scheinen lässt, statt dem Müller bei der Arbeit zu helfen, jagt dieser ihn eines Tages vom Hof. Das ist dem Taugenichts aber durchaus ganz lieb, weil er glaubt, nicht für die Arbeit geschaffen zu sein. So nimmt er sein Bündel und seine Geige und zieht in die weite Welt hinaus. Er wandert gen Süden, der Sonne und Wärme entgegen. Unterwegs hat er so allerlei Begegnungen. So passiert ihn eines Tages die Kutsche einer Gräfin mittleren Alters und ihrer Begleitung. Der Taugenichts spielt ihnen auf seiner Geige ein kleines Stück vor und erhält zum Dank eine Einladung auf das gräfliche Schloss nahe Wien. Dort findet er Kost und Logis, doch dafür soll er zumindest ein wenig Gartenarbeit verrichten.
Da aber der Taugenichts ein erklärter Faulpelz ist, zieht es ihn bald wieder fort, obwohl er auf Aurelie, die jugendliche Begleitung der Gräfin, die er gleichfalls für eine Adlige hält, ein Auge geworfen hat. Aurelie ist in Wirklichkeit jedoch lediglich die Nichte des Schlossportiers. Die Gräfin versucht dem Taugenichts zu helfen und verschafft ihm einen Posten als Zolleintreiber. Doch auch diese Anstellung bedeutet Arbeit, und so zieht der junge Mann nach kurzer Zeit einfach weiter. In einem Dorf, wo er mit seinem Geigenspiel seine Reisekasse ein wenig aufzubessern versucht, findet er kein Obdach, und so bleibt dem Taugenichts nichts weiter, als im finsteren Wald zu übernachten. Hier hat er eine besonders merkwürdige Begegnung mit einem Reiterpaar. In Italien gerät er schließlich unter die Räuber und soll einer von ihnen werden. Dann aber zieht es ihn heim zu Aurelie nach Österreich: die Liebe zu der jungen, hübschen Frau ist stärker als alle Wanderlust und jedes Fernweh.

## Produktionsnotizen
Taugenichts entstand an 42 Drehtagen zwischen dem 27. Juni und dem 6. September 1977 in Prag und Rom sowie in deren Umgebungen. Die Uraufführung erfolgte am 27. Januar 1978 in zwei Münchner und einem Stuttgarter Kino. Da die ARD mit dem WDR als coproduzierende Anstalt an der Herstellung des Films beteiligt gewesen war (Redaktion: Volker Canaris), erfolgte bereits am 18. Mai 1980 die Fernseherstausstrahlung in der ARD.
Die Filmbauten entwarf Nikos Perakis, der auch an der Kostümherstellung beteiligt gewesen war.
Taugenichts wurde 1978 mit dem Filmband in Silber (Prämie: 300.000 DM) ausgezeichnet.

## Kritiken
„Eichendorffs Novelle als Exkurs über Freiheitsdrang und Anpassung. Bernhard Sinkels sehr intellektuell konstruierte Filmkomödie (1978), als Reflex auf die 68er-Bewegung gedacht, stieß bei der Kritik auf Unverständnis.“

„Freie Verfilmung der spätromantischen Eichendorff-Erzählung vom ‚Taugenichts‘, der in Italien den Zwängen des Alltagslebens entfliehen will. Als aktuelle Parabel auf heutige Verhältnisse gedacht, vermag der formal ambitionierte, aber weitgehend temperamentlose Film jedoch nicht, die in der Novelle so faszinierend beschriebene Macht des Traums und der Utopie spürbar werden zu lassen.“